# Brezovec pri Polju
Brezovec pri Polju je naselje v Občini Podčetrtek.